# Gorno Selo
Gorno Selo (en macédonien Горно Село) est un village du centre de la Macédoine du Nord, situé dans la municipalité de Dolneni. Le village comptait 39 habitants en 2002.

## Démographie
Lors du recensement de 2002, le village comptait :
- Macédoniens : 38
- Serbes : 1